# Ivanteevka (Oblast' di Saratov)
Ivanteevka (in russo Ивантеевка?) è un villaggio dell'oblast' di Saratov, in Russia; è il centro amministrativo del distretto Ivanteevskij.
Si trova sulle rive del fiume Malyj Irgiz (affluente del Volga), a 150 km dalla città di Samara e 300 km a nord-est di Saratov.